# Condica confederata
Condica confederata är en fjärilsart som beskrevs av Augustus Radcliffe Grote 1874. Condica confederata ingår i släktet Condica och familjen nattflyn. Inga underarter finns listade i Catalogue of Life.